# سحابی تخم مرغی

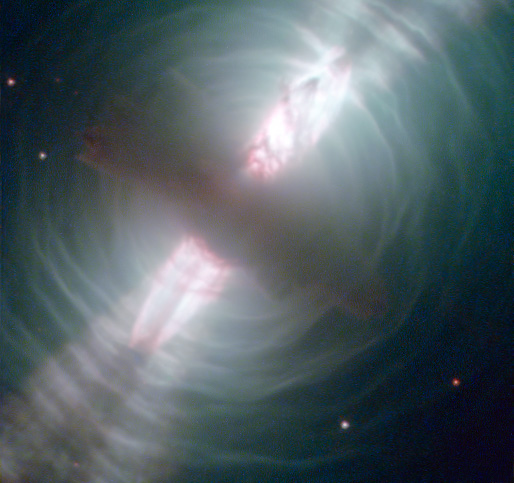
سحابی تخم مرغی

سحابی تخم مرغی (به انگلیسی: Egg Nebula)، یک سحابی پیش‌سیاره‌ای است که حدود ۳۰۰۰ سال نوری از زمین فاصله دارد. این سحابی در صورت فلکی ماکیان قرار دارد و یکی از نمونه‌های پررمز و راز در مرحله گذار یک ستاره به سحابی سیاره‌ای است. در این مرحله، ستاره‌ای که در حال پایان یافتن عمر خود است، لایه‌های بیرونی خود را به بیرون پرتاب می‌کند و به هسته‌ای داغ و متراکم تبدیل می‌شود که به زودی یک سحابی سیاره‌ای تشکیل خواهد داد.
سحابی تخم‌مرغی به خاطر ساختار خاص خود نامگذاری شده است. این ساختار شامل حلقه‌ها و نوارهایی از گاز و گردوغبار است که توسط بادهای ستاره‌ای به بیرون پرتاب شده و شکلی شبیه به تخم‌مرغ ایجاد کرده‌اند. ستاره مرکزی آن توسط گردوغبار ضخیمی احاطه شده و دیده نمی‌شود، اما نوری که از ستاره می‌آید، از میان گردوغبار به صورت باریکه‌هایی عبور کرده و الگوی زیبای نوری را در اطراف سحابی شکل می‌دهد.
یکی از ویژگی‌های سحابی تخم‌مرغ این است که به دلیل گردوغبار موجود در اطراف ستاره، نور آن به صورت متغیر و چشمک‌زن دیده می‌شود. این سحابی به اخترشناسان کمک می‌کند تا فرآیندهای پیچیدهٔ اواخر عمر ستاره‌ها و تکامل آن‌ها را بیشتر درک کنند.